# Farmakoekonomika
Farmakoekonomika – interdyscyplinarna nauka z pogranicza nauk ekonomicznych i farmakologii, zajmująca się ekonomiczną oceną farmakoterapii. Podstawą tej oceny jest badanie relacji między kosztem farmakoterapii a uzyskanymi dzięki niej efektami zdrowotnymi (mogą one być mierzone skutecznością, ale też wartością pieniężną lub wpływem na długość / jakość życia).
Podstawowe rodzaje analiz farmakoekonomicznych to analiza efektywności kosztów (cost effectiveness) oraz analiza użyteczności kosztów (cost utility). Do narzędzi oceny farmakoekonomicznej należą także analityczne modele decyzyjne. Analizy farmakoekonomiczne stanowią część oceny lekowych technologii medycznych.
Farmakoekonomika jako część ekonomiki zdrowia pozostaje w obszarze zainteresowania wszystkich interesariuszy systemu zdrowotnego. Rozwojem farmakoekonomiki jest zainteresowany także przemysł farmaceutyczny, opracowujący nowe leki - zastosowanie farmakoekonomiki umożliwia opracowanie strategii badawczo-rozwojowych, pomagających określić priorytety prac badawczych i ocenę, czy koszty poniesione podczas badań klinicznych nad określonym lekiem mogą zwrócić się po wprowadzeniu leku do sprzedaży. Przeprowadza się także analizy ekonomiczne, które pomagają określić odpowiednią cenę leku. Po wprowadzeniu preparatu do sprzedaży, oceny farmakoekonomiczne mogą zostać poszerzone o najświeższe informacje dotyczące bezpieczeństwa i skuteczności terapii, co umożliwia pełną ocenę opłacalności i uzasadnienie polityki cenowej w myśl zasady value for money, a więc dodatkowej wartości zdrowotnej uzyskanej dzięki wyższym nakładom finansowym. 